# Chlamydomonadaceae
Las clamidomonadáceas (Chlamydomonadaceae) son una familia de algas verdes del orden Chlamydomonadales.